# Eustenancistrocerus jerichoensis
Eustenancistrocerus jerichoensis är en stekelart som först beskrevs av Schulthess 1928.  Eustenancistrocerus jerichoensis ingår i släktet Eustenancistrocerus och familjen Eumenidae. Utöver nominatformen finns också underarten E. j. iconius.